# 廖元赫
廖元赫（2000年12月20日—），原名廖源培，中国四川省仁寿县人，围棋职业九段棋手。他2013年入段，2016年9月升为五段，2017年9月升为六段，2018年12月升为七段，2019年7月升为八段，2023年6月升为九段。2011年8月，廖元赫获第28届世界青少年围棋锦标赛少年组冠军。2015年3月，廖元赫获第22届新人王战冠军。2015年5月，廖元赫中国围棋乙级联赛中七战全胜，帮助成都队提前一轮升入中国围棋甲级联赛。2016年和2017年，廖元赫代表成都队参加中国围棋甲级联赛。

## 国内比赛成绩
2016年中国围棋甲级联赛：11胜11负。
2017年中国围棋甲级联赛：15胜11负。

## 国际比赛成绩
2017年第3届梦百合杯，预选赛决赛胜时越出线，本赛连胜马特乌斯·苏尔玛、罗玄、戎毅进入八强，后负于谢科。